# Дабарско поље
Дабарско поље је крашко поље у Источној Херцеговини, у општини Берковићи и делом у општини Билећа.
Захвата површину од око 29,8 km2, са дужином од 21 км и ширином од 2,2 км. Пружа се правцем северозапад—југоисток, а окружују га планине — Трусина планина, Хргуд, Кубаш планина и Црно Осоје. Налази се на надморској висини од 470 — 560 метара, а дно је прекривено квартарним наслагама.
Највеће насеље у пољу је Берковићи. Овуда протичу две речице — Опачица и Вријека. Пољем пролази и пут Столац—Фатница. Плавно подручје обухвата око 12 km2, тј. скоро половину укупне површине, а поплаве трају од новембра до маја. У јужном делу Дабарског поља налазе се бројни понори.